# Záboří, Strakonice
Záboří là một làng thuộc huyện Strakonice, vùng Jihočeský, Cộng hòa Séc.